# Tellier
Tellier es una localidad rural ubicada sobre la Ruta Nacional 281, a 20 km de Puerto Deseado, en el departamento Deseado en la provincia de Santa Cruz en la República Argentina. Su origen se remonta a la estación del Ferrocarril Patagónico del mismo nombre creada en 1914. En la localidad existe una escuela rural y un matadero de ovinos. Las autoridades locales luchan por dotar de suministro de gas natural a la localidad.

## Toponimia
Su nombre recuerda al ingeniero francés Luis Abel Tellier, quien inventó una serie de aparatos destinados a la conservación de materiales de fácil descomposición.

## Historia
Su estación se inauguró en 1914 y junto con ella se inauguró una estafeta postal. La estafeta existió de forma discontinua siendo clausurada el 11 de agosto de 1927 y fue rehabilitada en 1937. Finalmente, funcionó hasta el 11 de abril de 1940 cuando fue clausurada. No obstante, fue atendida gratuitamente Pablo Ciselli, en el negocio que su padre tenía frente a la estación.Desde 1921 el ferrocarril cedió el terreno para asentar la escuela rural para el pueblo. Por la afluencia continua de alumnos se logró en los años 1950 un edificio propio de material construido en el gobierno de Juan Perón por petición de los habitantes del pueblo.
En torno a sus rieles creció esta pequeña localidad que en 1921 formalizó su existencia gracias al decreto general emitido por Hipólito Hirigoyen que tuvo el fin de en los Territorios Nacionales. La tierra de Tellier, con una rica napa de agua, era apta para la siembra. Gracias a esto, Tellier se convirtió en el centro de abastecimiento de agua potable y de frutas y verduras frescas para Deseado. La demanda de estos bienes dio en sus primeros años trabajo a 21 chacareros, 2 establecimientos ganaderos y un pequeño núcleo urbano que en un principio tuvo 56 habitantes que se incrementó a 144 en 1947. En este asentamiento vivieron trabajadores rurales, pequeños propietarios de tierras y el personal del ferrocarril. Además, gracias a estas napas en Tellier, con su primer pozo, Puerto Deseado y otras localidades tuvieron acceso a la escasa agua. La misma fue transportada por vagones-tanques y repartida por los carros aguateros. Este trabajo se llevó a cabo hasta 1946 cuando se construyó el acueducto. Otro dato que demuestra en su ubicación intensa cantidad de agua; es que en el cercano kilómetro 30 se erige el único puente - alcantarilla: que permite que el ramal atraviese un arroyo.
Para 1950 la Gobernación Militar de Comodoro Rivadavia elaboró un informe de la situación e historia del ferrocarril. El documento detalló las estaciones - localidades más importantes del ferrocarril y Tellier fue mencionada. Las razones de encontrar a la Tellier en esta lista puede estar dada porque se mantenía algo de población importante zona rural de sus inmediaciones o porque su estación mantenía movimientos respetables aun. Además, este material histórico confirma que Tellier destacaba como el único centro agrícola en todo el ferrocarril capaz de producir frutas, alfalfa y algunas legumbres. Se destacó con admiración la capacidad productiva que se demostraba pese al clima y que todo lo producido era transportado y vendido en Puerto Deseado.
El tren circuló por última vez en julio de 1978. Esto condujo al estancamiento poblacional de toda la zona y llevó a Tellier a volverse un paraje rural con población estancada.
Actualmente, su escuela rural cumplió 100 años manteniendo una afluencia continua de alumnos. Actualmente, pese a ser considerado un caserío subsiste a pesar de no tener gas, iluminación, plaza para los chicos, ambulancia, conectividad y calles asfaltadas. Pese a ser una zona abandonada por los políticos el pueblo lucha por seguir subsistiendo en base actividades agrarias que son ejecutadas por también por muchos vecinos deseadenses que invierten en las chacras productoras de Tellier. Desatacan ovejas, animales de corral, cerdos y conejos capaces de abastecer a los restaurantes, rotiserías y carnicerías de la zona. Sin embargo, la grave crisis de 2001 forzó a muchos a abandonar la producción . Además, la ganadería ovina pese a tener presencia fuerte sufre graves casos de cuatrerismo por parte de malvivientes que provienen desde Deseado y acceden en forma rápida al caserío por la ruta nacional. La falta de acción de la policía que se ve limitada y de los políticos tuvieron fuerte denuncias de los vecinos que se están deshaciendo de l ganado ante los robos desde 2021.
A la agricultura tradicional en 2016 se sumó las vides y para 2022 se empezó a incursionar con los olivos. Estos nuevos cultivos dan a Tellier el título de tener la viña y el olivar más austral del país.
En octubre de 2024 el gobernador Claudio Vidal anticipó que trabaja en el proyecto de recuperación del ferrocarril. El político aseguró que el tren cubriría los 285 kilómetros de recorrido y volvería a pasar por las estaciones Las Heras, Piedra Clavada, Koluel Kayke, Pico Truncado, Minerales, Fitz Roy, Jaramillo, Tellier y Puerto Deseado. Además, el proyecto presentó mapa que representa el trazado ferroviarios y las estaciones más importantes; siendo Tellier clave para la reactivación del ferrocarril que girara en torno al turismo y a los fletes de la industria petrolera con destino al puerto.
En noviembre de ese mismo año se tuvo la inauguración del centro comunitario y capilla Don Artemides Zatti.

## Población
Contó con 58 habitantes (Indec, 2010), de los cuales 18 son mujeres y 40 son hombres; ello representó un incremento del 3,5% frente a los 56 habitantes (Indec, 2001) del censo anterior.
El censo 2022 registró una población de 79 habitantes que se repartieron entre 43 hombres y 56 mujeres. Sin embargo, las cifras obtenidas fueron estimativas solo teniendo en cuenta a la población en viviendas particulares; es decir, excluyendo del dato a la población institucional y las personas sin hogar. Gracias a este censo también fue posible conocer su densidad y tamaño urbano.
| Gráfica de evolución demográfica de Tellier entre 1920 y 2022                |
|                                                                              |
| Fuente: Censo de Territorios Nacionales (1920) y Censos Nacionales del INDEC |